# 台灣麻將最大黨
台灣麻將最大黨，是由台灣前國防部海軍司令部顧問郭璽發起成立的一个中華民國政黨，以積極推動麻將文化資產、維護、發揚純正麻將活動為首要任務，增進民眾休閒情趣，提高生活品質達到倡導正當娛樂，以發展銀髮族智能運動，實現減輕政府長照財政負擔及民主理想國為宗旨。

## 歷史
- 2022年11月12日，台灣麻將最大黨舉辦第一屆「全國慈善公益盃麻將大賽」[3][4]。
- 2023年5月26日，台灣麻將最大黨主席郭璽領銜提出公民投票提案：「您是否同意：65歲以上住民，在公開合法場所打麻將輸贏新台幣一千元以內，應該視為符合刑法第266條第3項賭博罪但書之規定，排除該條文處罰？」但于同年10月31日被驳回。 [5]
- 2023年10月12日，台灣麻將最大黨宣布提名13名候選人參選2024年中華民國立法委員選舉[6][7]，但仅张华特、郭璽两人完成登记[8]。

## 选举记录

### 2024年中华民国立法委员选举
| 选区             | 号次 | 候选人 | 得票数 | 得票率 | 当选与否 | 排名 | 当选人及党籍         |
| ---------------- | ---- | ------ | ------ | ------ | -------- | ---- | -------------------- |
| 台北市第五选举区 | 9    | 张华特 | 692    | 0.41%  | 未當選   | 6    | 吳沛憶（民主進步黨） |
| 高雄市第三选举区 | 1    | 郭璽   | 7,147  | 3.24%  | 未當選   | 3    | 李柏毅（民主進步黨） |

## 外部連結
- 台灣麻將最大黨的Facebook專頁
- 台灣麻將最大黨的Instagram帳戶
- YouTube上的台灣麻將最大黨頻道